# Barry Eugene Wilmore
Barry Eugene Wilmore (Murfreesboro, Tennessee, 1962. december 29. –) amerikai űrhajós, kapitány.

## Életpálya
1985-ben a Tennessee Műszaki Egyetemen (TTU) villamosmérnökioklevelet szerzett. Szolgálati repülőgépe az A–7E, majd az F/A–18 volt. Négy operatív szolgálaton vett rész, az USS Forrestal (CV–59), az USS John F. Kennedy (CV 67), az USS Enterprise (CVN–65) és az USS Dwight D. Eisenhower (CVN–69) repülőgép-hordozók fedélzetén. 21 harci bevetésen vett részt a Desert Shield hadműveletben (Sivatagi pajzs), az Desert Storm, az Southern Watch és Boszniában. Tesztpilóta kiképzésben részesült. 1994-ben az University of Tennessee-Knoxville keretében megvédte diplomáját. Több mint 6200 órát töltött a levegőben, több mint 663 leszállást hajtott végre repülőgép-hordozó felületére.
2000. július 26-tól a Lyndon B. Johnson Űrközpontban részesült űrhajóskiképzésben. Az Űrhajózási Iroda megbízásából a Space Shuttle repülését biztosító motorok (hajtóművek) támogató csapatának tagja volt – többek között – az STS–135, a NASA 30 éves űrrepülő-programjának utolsó küldetése során. Egy űrszolgálata alatt összesen 10 napot, 19 órát, 16 percet (259 óra) töltött a világűrben.

## Űrrepülések
STS–129, az Atlantis űrrepülőgép 31., repülésének pilótája. Személyzet csere végrehajtása. Továbbá az ExPRESS Logistics Carrier 1 (ELC1) és az ExPRESS Logistics Carrier 2 (ELC2) rácsszerkezeteket az űrállomás külső felületére. Az Atlantis fedélzetén repült az épülés alatt álló Dragon űrhajó kommunikációs rendszere is, melyet a repülés során teszteltek. Visszafelé bepakolták a csomagoló anyagokat, kutatási eredményeket, a szemetet. Első űrszolgálata alatt összesen 10 napot, 19 órát és 16 percet (259 óra) töltött a világűrben. 7 226 177 kilométert (4 490 138 mérföldet) repült, és 171-szer kerülte meg a Földet.